# رفاعة بن رافع بن مالك
رفاعة بن رافع بن مالك (المتوفي سنة 41 هـ) صحابي من بني زريق من الخزرج، شهد بيعة العقبة الثانية، والمشاهد كلها مع النبي محمد. كما شهد وقعتي الجمل وصفين مع علي بن أبي طالب، وتوفي في أول خلافة معاوية بن أبي سفيان.

## سيرته
أسلم رفاعة قبل الهجرة النبوية، وشهد مع أبوه رافع بن مالك بيعة العقبة الثانية، وكان أبوه فيها أحد نقباء الأنصار. ولما هاجر النبي محمد إلى يثرب، شهد رفاعة معه المشاهد كلها. ولم قامت الفتنة بعد مقتل عثمان بن عفان، انحاز رفاعة إلى صف علي بن أبي طالب، وشهد معه موقعة الجمل، ثم وقعة صفين.
توفي رفاعة بن رافع في أول خلافة معاوية بن أبي سفيان، سنة 41 هـ أو 42 هـ، وكان لرفاعة من الولد عبد الرحمن أمه أم عبد الرحمن بنت النعمان بن عمرو بن مالك، وعبيد وأم سعد الصغرى وكلثم أمهاتهم أمهات ولد، ومعاذ وأمه أم عبد الله سلمى بنت معاذ بن الحارث، وعبيد الله والنعمان ورملة وبثينة وأم سعد أمهم أم عبد الله بنت الفاكه بن نسر بن الفاكه.

## روايته للحديث النبوي
- روى عن: النبي محمد وأبي بكر الصديق وعبادة بن الصامت.[4]
- روى عنه: ابناه عبيد ومعاذ وابن أخيه يحيى بن خلاد وحفيد أخيه علي بن يحيى بن خلاد[4] وعبد الله بن شداد بن الهاد الليثي.[5]
- الجرح والتعديل: روى له الجماعة سوى مسلم.[5]